# Kabinet-Morrison I
Het kabinet-Morrison I was de regering van het Gemenebest van Australië van 24 augustus 2018 tot 30 mei 2019.
| Ambtsbekleder                         | Ambtsbekleder     | Ambtsbekleder            | Functie(s)                                                 | Ambtstermijn      | Ambtstermijn     | Partij |
| ------------------------------------- | ----------------- | ------------------------ | ---------------------------------------------------------- | ----------------- | ---------------- | ------ |
|                                       | Scott Morrison    | Scott Morrison (1968)    | Premier                                                    | 24 augustus 2018  | heden            | LP     |
|                                       | Michael McCormack | Michael McCormack (1964) | Vicepremier                                                | 26 februari 2018  | 22 juni 2021     | NP     |
| Minister van Infrastructuur           | Michael McCormack | Michael McCormack (1964) |                                                            | 26 februari 2018  | 22 juni 2021     | NP     |
| Minister van Regionale Ontwikkeling   | Michael McCormack | Michael McCormack (1964) | 24 augustus 2018                                           |                   | 22 juni 2021     | NP     |
|                                       | Peter Dutton      | Peter Dutton (1970)      | Minister van Binnenlandse Zaken                            | 20 december 2017  | 30 maart 2021    | LP     |
|                                       | Marise Payne      | Marise Payne (1964)      | Minister van Buitenlandse Zaken                            | 24 augustus 2018  | heden            | LP     |
|                                       | Josh Frydenberg   | Josh Frydenberg (1971)   | Minister van Financiën                                     | 24 augustus 2018  | heden            | LP     |
|                                       | Christian Porter  | Christian Porter (1970)  | Minister van Justitie                                      | 20 december 2017  | 30 maart 2021    | LP     |
|                                       | Christopher Pyne  | Christopher Pyne (1967)  | Minister van Defensie                                      | 24 augustus 2018  | 30 mei 2019      | LP     |
| Leider in het Huis van Afgevaardigden | Christopher Pyne  | Christopher Pyne (1967)  | 18 september 2013                                          |                   | 30 mei 2019      | LP     |
|                                       | Greg Hunt         | Greg Hunt (1961)         | Minister van Volksgezondheid                               | 13 januari 2017   | heden            | LP     |
|                                       | Kelly O'Dwyer     | Kelly O'Dwyer (1977)     | Minister van Arbeid                                        | 24 augustus 2018  | 11 april 2019    | LP     |
|                                       | Michaelia Cash    | Michaelia Cash (1970)    | Minister van Arbeid                                        | 11 april 2019     | 30 maart 2021    | LP     |
|                                       | Paul Fletcher     | Paul Fletcher (1965)     | Minister van Sociale Zaken                                 | 24 augustus 2018  | 30 mei 2019      | LP     |
|                                       | Dan Tehan         | Dan Tehan (1968)         | Minister van Onderwijs                                     | 24 augustus 2018  | 18 december 2020 | LP     |
|                                       | Karen Andrews     | Karen Andrews (1960)     | Minister van Industriële Zaken en Wetenschap               | 24 augustus 2018  | 30 maart 2021    | LP     |
|                                       | David Littleproud | David Littleproud (1976) | Minister van Landbouw                                      | 20 december 2017  | 30 mei 2019      | NP     |
|                                       | Melissa Price     | Melissa Price (1963)     | Minister van Milieu                                        | 24 augustus 2018  | 30 mei 2019      | LP     |
|                                       | Bridget McKenzie  | Bridget McKenzie (1969)  | Minister van Lokale Zaken                                  | 24 augustus 2018  | 30 mei 2019      | NP     |
| Minister voor Decentralisatie         | Bridget McKenzie  | Bridget McKenzie (1969)  |                                                            | 24 augustus 2018  | 30 mei 2019      | NP     |
| Minister voor Sport                   | Bridget McKenzie  | Bridget McKenzie (1969)  | 20 december 2017                                           |                   | 30 mei 2019      | NP     |
|                                       | Mitch Fifield     | Mitch Fifield (1967)     | Minister van Cultuur en Communicatie                       | 15 september 2015 | 30 mei 2019      | LP     |
|                                       | Simon Birmingham  | Simon Birmingham (1974)  | Minister voor Buitenlandse Handel                          | 24 augustus 2018  | 22 december 2020 | LP     |
|                                       | Michaelia Cash    | Michaelia Cash (1970)    | Minister voor Midden- en Kleinbedrijf                      | 24 augustus 2018  | 30 mei 2019>     | LP     |
|                                       | Matt Canavan      | Matt Canavan (1956)      | Minister voor Ontwikkelingen en het Noordelijk Territorium | 20 juli 2016      | 3 februari 2020  | NP     |
|                                       | Nigel Scullion    | Nigel Scullion (1956)    | Minister voor Aboriginal Zaken                             | 18 september 2013 | 30 mei 2019      | CLP    |
|                                       | Angus Taylor      | Angus Taylor (1966)      | Minister voor Energie                                      | 24 augustus 2018  | heden            | LP     |
|                                       | Steven Ciobo      | Steven Ciobo (1974)      | Minister voor Defensie Productie                           | 24 augustus 2018  | 1 maart 2019     | LP     |
|                                       | Linda Reynolds    | Linda Reynolds (1965)    | Minister voor Defensie Productie                           | 1 maart 2019      | 30 mei 2019      | LP     |
|                                       | Mathias Cormann   | Mathias Cormann (1970)   | Onderminister voor Financiën                               | 18 september 2013 | 30 oktober 2020  | LP     |
| Leider in de Senaat                   | Mathias Cormann   | Mathias Cormann (1970)   | 20 december 2017                                           |                   | 30 oktober 2020  | LP     |